# Юбилейные медали Российской Федерации
Юбилейные медали Российской Федерации — вид федеральных наград Российской Федерации, учреждаемых Президентом Российской Федерации к юбилеям наиболее значимых событий российской истории. Как правило, к этим событиям относятся круглые юбилеи Победы в Великой Отечественной войне и круглые даты основания крупнейших российских городов.
Юбилейными медалями Российской Федерации приуроченными к значимым событиям, награждаются граждане Российской Федерации, а также, в ряде случаев иностранные граждане, имеющие прямое отношение к достижению тех событий, в честь которых учреждена данная юбилейная медаль, либо причастные к ним.
Юбилейными медалями Российской Федерации в память основания крупнейших российских городов, награждаются граждане Российской Федерации, как правило проживающие в городах-юбилярах, достигшие значимых успехов в государственной, научной, творческой, производственной или иной трудовой деятельности, внесшие тем самым значимый вклад в развитие города-юбиляра или Российской Федерации.
До 7 сентября 2010 года юбилейные медали Российской Федерации входили в государственную наградную систему Российской Федерации и считались государственными наградами Российской Федерации. В соответствии с Указом Президента Российской Федерации от 07.09.2010 г. № 1099 «О мерах по совершенствованию государственной наградной системы Российской Федерации», юбилейные медали Российской Федерации были выведены из системы государственных наград и с тех пор являются самостоятельным видом федеральных наград. Так же, как и государственные, учреждает юбилейные медали Российской Федерации и награждает ими Президент Российской Федерации.

## Перечень медалей
| Изображение награды | Наименование награды                                                         | Дата учреждения      | Правила награждения | Источник |
|                     | Юбилейная медаль «50 лет Победы в Великой Отечественной войне 1941—1945 гг.» | 7 июля 1993 года     | Юбилейная общегражданская награда, которой в 1995 году награждались военнослужащие и лица вольнонаёмного состава Вооружённых сил СССР, партизаны и члены подпольных организаций, принимавшие участие в боевых действиях на фронтах Великой Отечественной войны и вражеском тылу. Также юбилейной медалью награждались труженики тыла и другие лица, имеющие знак «Жителю блокадного Ленинграда» либо удостоверение к медали «За доблестный труд в Великой Отечественной войне 1941—1945 гг.», | Закон Российской Федерации от 7 июля 1993 года № 5336-I «Об учреждении юбилейной медали „50 лет Победы в Великой Отечественной войне 1941—1945 гг.“» |
|                     | Юбилейная медаль «60 лет Победы в Великой Отечественной войне 1941—1945 гг.» | 28 февраля 2004 года | Юбилейная общегражданская награда, которой в 2005 году награждались военнослужащие и лица вольнонаёмного состава Вооружённых сил СССР, партизаны и члены подпольных организаций, принимавшие участие в боевых действиях на фронтах Великой Отечественной войны и вражеском тылу. Также юбилейной медалью награждались труженики тыла, лица имеющие знак «Жителю блокадного Ленинграда», бывшие несовершеннолетние узники концлагерей, гетто и других мест принудительного содержания; граждане иностранных государств, не входящих в СНГ, сражавшиеся в составе воинских национальных формирований в рядах Вооружённых Сил СССР, в составе партизанских отрядов, подпольных групп, других антифашистских формирований, внёсшие значительный вклад в Победу в Великой Отечественной войне и награждённые государственными наградами СССР или Российской Федерации. | Указ Президента Российской Федерации о положении и описании юбилейной медали «60 лет Победы в Великой Отечественной войне 1941—1945 гг.»             |
|                     | Юбилейная медаль «65 лет Победы в Великой Отечественной войне 1941—1945 гг.» | 4 марта 2009 года    | Юбилейная общегражданская награда, которой в 2010 году награждались военнослужащие и лица вольнонаёмного состава Вооружённых сил СССР, партизаны и члены подпольных организаций, принимавшие участие в боевых действиях на фронтах Великой Отечественной войны и вражеском тылу. Также юбилейной медалью награждались труженики тыла, лица имеющие знак «Жителю блокадного Ленинграда», бывшие несовершеннолетние узники концлагерей, гетто и других мест принудительного содержания; граждане иностранных государств, не входящих в СНГ, сражавшиеся в составе воинских национальных формирований в рядах Вооружённых Сил СССР, в составе партизанских отрядов, подпольных групп, других антифашистских формирований, внёсшие значительный вклад в Победу в Великой Отечественной войне и награждённые государственными наградами СССР или Российской Федерации. | Указ Президента Российской Федерации от 4 марта 2009 года № 238 «О юбилейной медали „65 лет Победы в Великой Отечественной войне 1941—1945 гг.“»     |
|                     | Юбилейная медаль «70 лет Победы в Великой Отечественной войне 1941—1945 гг.» | 21 декабря 2013 года | Юбилейная общегражданская награда, которой в 2015 году награждались военнослужащие и лица вольнонаёмного состава Вооружённых сил СССР, партизаны и члены подпольных организаций, принимавшие участие в боевых действиях на фронтах Великой Отечественной войны и вражеском тылу. Также юбилейной медалью награждались труженики тыла, лица имеющие знак «Жителю блокадного Ленинграда», бывшие несовершеннолетние узники концлагерей, гетто и других мест принудительного содержания; граждане иностранных государств, не входящих в СНГ, сражавшиеся в составе воинских национальных формирований в рядах Вооружённых Сил СССР, в составе партизанских отрядов, подпольных групп, других антифашистских формирований, внёсшие значительный вклад в Победу в Великой Отечественной войне и награждённые государственными наградами СССР или Российской Федерации. | Указ Президента Российской Федерации от 21 декабря 2013 года № 931 «О юбилейной медали „70 лет Победы в Великой Отечественной войне 1941—1945 гг.“»  |
|                     | Юбилейная медаль «75 лет Победы в Великой Отечественной войне 1941—1945 гг.» | 13 июня 2019 года    | Юбилейная общегражданская награда, которой в 2020 году награждались военнослужащие и лица вольнонаёмного состава Вооружённых сил СССР, партизаны и члены подпольных организаций, принимавшие участие в боевых действиях на фронтах Великой Отечественной войны и вражеском тылу. Также юбилейной медалью награждались труженики тыла, лица имеющие знак «Жителю блокадного Ленинграда», бывшие несовершеннолетние узники концлагерей, гетто и других мест принудительного содержания; граждане иностранных государств, не входящих в СНГ, сражавшиеся в составе воинских национальных формирований в рядах Вооружённых Сил СССР, в составе партизанских отрядов, подпольных групп, других антифашистских формирований, внёсшие значительный вклад в Победу в Великой Отечественной войне и награждённые государственными наградами СССР или Российской Федерации. | Указ Президента Российской Федерации от 13 июня 2019 года № 277 «О юбилейной медали „75 лет Победы в Великой Отечественной войне 1941—1945 гг.“»     |
|                     | Юбилейная медаль «80 лет Победы в Великой Отечественной войне 1941—1945 гг.» | 2 сентября 2024 года | Юбилейная общегражданская награда, которой в 2025 году награждались военнослужащие и лица вольнонаёмного состава Вооружённых сил СССР, партизаны и члены подпольных организаций, принимавшие участие в боевых действиях на фронтах Великой Отечественной войны и вражеском тылу. Также юбилейной медалью награждались труженики тыла, лица имеющие знак «Жителю блокадного Ленинграда», бывшие несовершеннолетние узники концлагерей, гетто и других мест принудительного содержания; граждане иностранных государств, не входящих в СНГ, сражавшиеся в составе воинских национальных формирований в рядах Вооружённых Сил СССР, в составе партизанских отрядов, подпольных групп, других антифашистских формирований, внёсшие значительный вклад в Победу в Великой Отечественной войне и награждённые государственными наградами СССР или Российской Федерации. | Указ Президента Российской Федерации от 2 сентября 2024 г. N 743 "О юбилейной медали "80 лет Победы в Великой Отечественной войне 1941-1945 гг."     |
|                     | Юбилейная медаль «300 лет Российскому флоту»                                 | 10 февраля 1996 года | Юбилейная общегражданская награда, которой в 1996 году награждались граждане Российской Федерации за заслуги, в ознаменование 300-летия создания Российского флота. Медалью награждались следующие категории граждан: военнослужащие состоящие на службе в Военно-Морском Флоте, на кораблях и на должностях лётного состава морской авиации, гражданский персонал судов обеспечения ВМФ, плавсостав и научный состав морского, речного, рыболовного, научно-исследовательского и экспедиционного флотов, ветераны ВМФ и военной службы, конструкторы, разработчики, руководители ПКБ, НИИ и организаций, учебных заведений, руководители центральных органов управления судостроительной промышленности, работники основных профессий, непосредственно занятые на строительстве и ремонте судов и кораблей, если данные лица удостоены государственных наград Российской Федерации, РСФСР, СССР, либо безупречно прослужили (проработали) 20 и более лет в календарном исчислении. | Указ Президента Российской Федерации от 10 февраля 1996 года № 176 «Об учреждении юбилейной медали „300 лет Российскому флоту“»                      |
|                     | Юбилейная медаль «300 лет прокуратуре России»                                | 20 апреля 2021 года  | Юбилейной медалью «300 лет прокуратуре России» награждаются: - прокурорские работники, федеральные государственные гражданские служащие и иные работники органов и организаций прокуратуры Российской Федерации, добросовестно исполняющие служебные обязанности и по состоянию на 31 декабря 2022 г. имеющие стаж службы (работы) в системе прокуратуры Российской Федерации не менее 15 лет в календарном исчислении; - пенсионеры и ветераны органов и организаций (учреждений) прокуратуры Российской Федерации, безупречно прослужившие (проработавшие) в системе прокуратуры Российской Федерации и (или) в прокуратуре СССР не менее 20 лет в календарном исчислении; - граждане Российской Федерации и иностранные граждане, внесшие существенный вклад в развитие системы прокуратуры Российской Федерации, укрепление законности и правопорядка, оказавшие содействие органам и организациям прокуратуры Российской Федерации в выполнении задач, возложенных на них. Прокурорские работники, федеральные государственные гражданские служащие и иные работники органов и организаций прокуратуры Российской Федерации за особые заслуги в укреплении законности и правопорядка могут быть награждены юбилейной медалью «300 лет прокуратуре России» без учёта стажа службы (работы) в системе прокуратуры Российской Федерации. | Указ Президента Российской Федерации от 20 апреля 2021 года № 229 «О юбилейной медали „300 лет прокуратуре России“»                                  |
|                     | Медаль «В память 850-летия Москвы»                                           | 26 февраля 1997 года | Юбилейная общегражданская награда, которой в 1997 году награждались граждане Российской Федерации за заслуги, в ознаменование 850-летия Москвы. Юбилейная медаль «В память 850-летия Москвы» вручалась следующим категориям граждан: - участникам обороны Москвы, награждённым медалью «За оборону Москвы»; - труженикам тыла, работавшим в период Великой Отечественной войны 1941—1945 годов в Москве и награждённым государственными наградами; - гражданам, награждённым медалью «В память 800-летия Москвы»; - гражданам, внёсшим значительный вклад в развитие Москвы. | Указ Президента Российской Федерации от 26 февраля 1997 года № 132 «О медали „В память 850-летия Москвы“»                                            |
|                     | Юбилейная медаль «100 лет Транссибирской магистрали»                         | 27 июня 2001 года    | Юбилейная общегражданская награда, которой в 2001 году награждались граждане Российской Федерации за заслуги, в ознаменование 100-летия Транссибирской железнодорожной магистрали. Юбилейной медалью «100 лет Транссибирской магистрали» награждались работники железнодорожного транспорта, безупречно проработавшие в отрасли 20 и более лет, а также другие граждане, внесшие значительный вклад в развитие Транссибирской железнодорожной магистрали. Юбилейная медаль носится на левой стороне груди и располагается после медали «В память 850-летия Москвы». | Указ Президента Российской Федерации от 27 июня 2001 года № 777 «О юбилейной медали „100 лет Транссибирской магистрали“»                             |
|                     | Медаль «За заслуги в проведении Всероссийской переписи населения»            | 14 октября 2002 года | Общегражданская награда, которой награждались граждане Российской Федерации за заслуги в проведении Всероссийской переписи населения 2002 года. Медалью награждались граждане, внёсшие значительный вклад в подготовку и проведение Всероссийской переписи населения. Медаль «За заслуги в проведении Всероссийской переписи населения» носится на левой стороне груди и располагается после юбилейной медали «100 лет Транссибирской магистрали». | Указ Президента Российской Федерации от 14 октября 2002 года № 1151 «О медали „За заслуги в проведении Всероссийской переписи населения“»            |
|                     | Медаль «В память 300-летия Санкт-Петербурга»                                 | 19 февраля 2003 года | Юбилейная общегражданская награда, которой в 2003 году награждались граждане Российской Федерации за заслуги, в ознаменование 300-летия Санкт-Петербурга. Медаль «В память 300-летия Санкт-Петербурга» вручалась следующим категориям граждан: - участникам обороны Ленинграда, награждённым медалью «За оборону Ленинграда»; - гражданам, награждённым знаком отличия «Жителю блокадного Ленинграда»; - труженикам тыла, работавшим в период Великой Отечественной войны 1941—1945 годов в Ленинграде и награждённым государственными наградами; - гражданам, награждённым медалью «В память 250-летия Ленинграда»; - гражданам, внёсшим значительный вклад в развитие Санкт-Петербурга (Ленинграда). | Указ Президента Российской Федерации от 19 февраля 2003 года № 210 «О медали „В память 300-летия Санкт-Петербурга“»                                  |
|                     | Медаль «В память 1000-летия Казани»                                          | 30 июня 2005 года    | Юбилейная общегражданская награда, которой в 2013 году награждались граждане Российской Федерации за заслуги, в ознаменование 1000-летия Казани. Медаль «В память 1000-летия Казани» вручалась следующим категориям граждан: - жителям города Казани — участникам Великой Отечественной войны 1941—1945 годов; - труженикам тыла, работавшим в период Великой Отечественной войны 1941—1945 годов в городе Казани не менее шести месяцев либо награждённым орденами и медалями СССР за самоотверженный труд в Великой Отечественной войне 1941—1945 годов, ветеранам труда; - гражданам, внёсшим значительный вклад в развитие города Казани. | Указ Президента Российской Федерации от 30 июня 2005 года № 762 «О медали „В память 1000-летия Казани“»                                              |
|                     | Юбилейная медаль «В память 800-летия Нижнего Новгорода»                      | 29 марта 2021 года   | Юбилейная общегражданская награда, которой в 2021 году награждались граждане Российской Федерации за заслуги, в ознаменование 800-летия Нижнего Новгорода. Медаль «В память 800-летия Нижнего Новгорода» вручалась следующим категориям граждан: - жителям города Нижнего Новгорода — участникам Великой Отечественной войны 1941—1945 годов; - жителям города Нижнего Новгорода, награждённым орденами и медалями СССР за самоотверженный, доблестный труд в период Великой Отечественной войны 1941—1945 годов; - труженикам тыла, проработавшим в период Великой Отечественной войны 1941—1945 годов в городе Горьком не менее шести месяцев; - гражданам, внёсшим значительный вклад в развитие города Нижнего Новгорода. | Указ Президента Российской Федерации от 29 марта 2021 года № 184 «О юбилейной медали „В память 800-летия Нижнего Новгорода“»                         |
|                     | Юбилейная медаль «50 лет Байкало-Амурской магистрали»                        | 29 августа 2022 года | Юбилейная общегражданская награда, которой награждаются граждане Российской Федерации в ознаменование 50-летия начала строительства Байкало-Амурской магистрали. Медаль «50 лет Байкало-Амурской магистрали» вручается следующим категориям граждан: - активные участники строительства, реконструкции, развития и обслуживания Байкало-Амурской магистрали и объектов её инфраструктуры, в том числе военнослужащие Вооружённых Сил Российской Федерации. | Указ Президента Российской Федерации от 29 августа 2022 года № 588 «О юбилейной медали „50 лет Байкало-Амурской магистрали“»                         |
|                     | Юбилейная медаль «100 лет гражданской авиации России»                        | 17 ноября 2022 года  | Юбилейная общегражданская награда, которой награждаются граждане Российской Федерации в ознаменование 100-летия отечественной гражданской авиации. Медаль «100 лет гражданской авиации России» вручается следующим категориям граждан: - работники организаций гражданской авиации, государственные гражданские служащие, муниципальные служащие, работники органов государственной власти Российской Федерации, органов государственной власти субъектов Российской Федерации, органов местного самоуправления и иные лица, внесшие значительный вклад в становление и развитие отечественной гражданской авиации. | Указ Президента Российской Федерации от 17 ноября 2022 года № 831 «О юбилейной медали „100 лет гражданской авиации России“»                          |
|                     | Юбилейная медаль «300 лет Российской академии наук»                          | 5 декабря 2022 года  | Юбилейная общегражданская награда, которой награждаются граждане Российской Федерации в ознаменование 300 лет Российской академии наук. Медаль «300 лет Российской академии наук» вручается следующим категориям граждан: - члены Российской академии наук, а также иностранные члены Российской академии наук, внесшие значительный вклад в становление и развитие науки; - лица, удостоенные звания "Профессор РАН", внесшие значительный вклад в становление и развитие науки; - работники Российской академии наук, имеющие стаж работы не менее 15 лет в календарном исчислении, внесшие значительный вклад в становление и развитие науки; - работники научных организаций и образовательных организаций высшего образования, научно-методическое руководство научной и научно-технической деятельностью которых осуществляет Российская академия наук, имеющие стаж работы не менее 20 лет в календарном исчислении, внесшие значительный вклад в становление и развитие науки; - граждане Российской Федерации, внесшие существенный вклад в научно-технологическое развитие Российской Федерации и оказавшие содействие Российской академии наук в решении возложенных на нее задач. | Указ Президента Российской Федерации от 5 декабря 2022 года № 874 «О юбилейной медали "300 лет Российской академии наук"»                            |
|                     | Юбилейная медаль «В память 200-летия со дня рождения А.Н.Островского»        | 22 апреля 2024 года  | Юбилейная общегражданская награда, которой награждаются граждане Российской Федерации в ознаменование 200-летия со дня рождения А.Н.Островского. Медаль «В память 200-летия со дня рождения А.Н.Островского» вручается следующим категориям граждан: - деятели и работники культуры за заслуги в области театрального искусства, за большой вклад в изучение и развитие традиций российского театрального искусства, за создание высокохудожественных образов, спектаклей, кино- и телефильмов, а также за активную деятельность по популяризации отечественного театра за рубежом. - иностранные граждане за большой вклад в укрепление и развитие культурных связей с Российской Федерацией, за плодотворную деятельность по поддержке российского театрального искусства, за активную работу по популяризации российского театрального искусства за рубежом. | Указ Президента Российской Федерации от 22 апреля 2024 года № 280 «О юбилейной медали "В память 200-летия со дня рождения А.Н.Островского"»          |